# Sergio Valzania
Sergio Valzania (Firenze, 2 aprile 1951) è un giornalista, autore televisivo e storico italiano.

## Biografia

### Attività accademica e attività radiofonica
Ha insegnato scienza della comunicazione alla facoltà di lettere dell'Università di Genova e a quella di Siena ed è stato direttore dei programmi radiofonici della Rai e poi vicedirettore di Radio Rai. Direttore di Agonistika News negli anni ottanta, è considerato uno dei maggiori esperti italiani di giochi. Per la televisione ha curato La TV delle ragazze, La clessidra e le trasmissioni circensi di Rai 3. Per la radio ha realizzato fra l'altro Viva Radio2 con Fiorello e Baldini, Alle 8 della sera, Cammini della radio verso Santiago di Compostela e sulla via Francigena. Dall'estate del 1999 al 2009 è stato direttore di Rai Radio 2 e dal 2002 al 2009 ha diretto anche Rai Radio 3. Dal 2011 è stato vicedirettore della struttura Radio Rai. Dal 1º giugno 2015 è in pensione, dopo aver lasciato ogni incarico in Rai, passando a collaborare con Radio inBlu, per la quale realizza i programmi Pastori, La Biblioteca di Gerusalemme e I nostri fratelli.

### Attività letteraria
Valzania è anche scrittore di libri di storia con una predilezione per le biografie, napoleoniche in particolare, e la guerra navale, da Napoleone (Rai Eri, 2001), frutto di una serie di trasmissioni trasmesse da Radio 2, ad Artisti da combattimento (Mondadori, 1996) e Brodo nero. Sparta pacifica, il suo esercito, le sue guerre (Jouvence). Dal 2005 al 2009 ha diretto per Sellerio Editore la collana Alle 8 della Sera, nella quale sono stati pubblicati testi tratti dalla omonima trasmissione radiofonica. Tra le sue opere si ricordano Jutland (2004), dedicata alla grande battaglia navale del primo conflitto mondiale; Austerlitz, la più bella delle vittorie di Napoleone (2005); Wallenstein appassionata biografia del tragico generale boemo, grande protagonista della Guerra dei Trent'anni (2007); Dal Profondo riflessioni sulla fede (2010); U-Boot storie di uomini e di sommergibili nella Seconda guerra mondiale (2011) e Guerra sotto il mare. Il fronte subacqueo nella guerra fredda. 1945-1991 (2016).
Notevole la collaborazione con Franco Cardini, insieme al quale ha scritto: Le radici perdute dell'Europa. Da Carlo V ai conflitti mondiali (2007); La scintilla. Da Tripoli a Sarajevo: come l'Italia provocò la Prima Guerra Mondiale (2014); Dunkerque. 26 maggio-4 giugno 1940: storia dell'Operazione Dynamo (2017); La pace mancata. La conferenza di Parigi e le sue conseguenze (2018), tutti per Mondadori.
Cinque sono i romanzi editi di Sergio Valzania. Tre di essi, Il mondo rubato, La macchina magica, Le armi dei maghi, tutti pubblicati da Mondadori, sono una trilogia di ambientazione fantasy, mentre La bolla d'oro (Sellerio) e Assassinio sul cammino di Santiago (Ediciclo) sono gialli.
Valzania da pellegrino ha percorso numerosi cammini europei, con qualche puntata più distante, in Israele. Da ciò sono nati alcuni volumi con i compagni di viaggio. Il più noto fra di essi è La Via lattea (2008), con Piergiorgio Odifreddi e la partecipazione di Franco Cardini. Nel 2015 Valzania ha scritto anche Andare per le Cattedrali di Puglia, a seguito dell'esperienza della Francigena del Sud.
Numerosi gli interventi su riviste storiche e in opere collettive. Ha scritto su molti giornali, fra cui Politica, La Nazione, Avvenire, La Repubblica, Il Giornale, Liberal; attualmente interviene su Il Dubbio e L'Osservatore Romano.

## Opere

### Saggi
- Strategia e tattica nel Risiko, Prefazione di Emilio Ceretti, Sansoni, Firenze, 1985.
- L'arte marziale del poker, Prefazione di Dario De Toffoli, Solfanelli, Chieti, 1989 ISBN 88-7497-320-9.
- Bambine, e io sgrido il cane!, Solfanelli, Chieti, 1992 ISBN 88-7497-441-8.
- S.Valzania-Roberto Olla, Artisti da combattimento. I 50 anni di guerre nei disegni inediti dei combat artist americani, Prefazione di Edward N. Luttwak, Mondadori, Milano, 1996, ISBN 88-7813-612-3.
- S. Valzania-Beatrice Parisi, Giocando, RAI-ERI, Roma, 1997, ISBN 88-397-0985-1.
- Brodo nero. Sparta pacifica, il suo esercito, le sue guerre, Sesto San Giovanni, Jouvence, 1999; II ed. col titolo Brodo nero. Educazione spartana, Presentazione di Luciano Canfora, Jouvence, 2016, ISBN 978-88-780-1545-6.
- Napoleone, Collana Centominuti. Saggi, RAI-ERI, Roma, 2001, ISBN 978-88-397-1144-1; Prefazione di Raimondo Luraghi, Collana Alle 8 della sera, Sellerio, Palermo, 2011; Collana La memoria, Sellerio, 2021, ISBN 978-88-389-4206-8.
- Tre tartarughe greche, Introduzione di Franco Cordelli, Collana Il divano n.178, Sellerio, Palermo, 2001, ISBN 978-88-389-1703-5.
- Retorica della guerra. Quando la violenza sostituisce la parola, Presentazione di Luigi Mascilli Migliorini, Salerno, Roma, 2002, ISBN 978-88-840-2388-9.
- Una radio strutturalista. Consigli per ascoltare e trasmettere, RAI-ERI, Roma, 2002.
- Jutland. 31 maggio 1916: la più grande battaglia navale della storia, Collezione Le Scie, Mondadori, Milano, 2004.
- Sparta e Atene. Il racconto di una guerra, con una nota di Valerio Massimo Manfredi, Collana Alle 8 della sera n.3, Sellerio, Palermo, 2006.
- Austerlitz. La più grande vittoria di Napoleone, Collezione Le Scie, Mondadori, Milano, 2005, ISBN 978-88-045-4969-7.
- Wallenstein. La tragedia di un generale nella guerra dei Trent'anni, Collezione Le Scie, Mondadori, Milano, 2007, ISBN 978-88-045-7319-7.
- La morte dei dinosauri, Prefazione di Massimo Franco, Marsilio, Venezia, 2007.
- S. Valzania-Franco Cardini, Le radici perdute dell'Europa. Da Carlo V ai conflitti mondiali, Postfazione di Luciano Canfora, Collana Saggi, Mondadori, Milano, 2007, ISBN 978-88-045-3413-6.
- S. Valzania-Luca Maroni, Amare il vino. Arte natura tecnica estetica, Lm, 2007, ISBN 978-88-876-3147-0.
- S. Valzania-David Riondino, La vita di Paolo e Giovanni, Casadeilibri, 2007, ISBN 978-88-894-6616-2.
- S. Valzania-Piergiorgio Odifreddi e la partecipazione di Franco Cardini, La Via Lattea, Longanesi, Milano, 2008, ISBN 978-88-304-2617-7)
- Dal Profondo. Posso scrivere di Cristo solo narrando la mia esperienza, Prefazione di Enzo Bianchi, San Paolo Edizioni, Milano, 2010, 978-88-215-6789-6.
- U-Boot. Storie di uomini e sommergibili nella Seconda guerra mondiale, Collezione Le Scie, Mondadori, Milano, 2011, ISBN 978-88-046-0655-0.
- Fare la pace. Vincitori e vinti in Europa, Salerno, Roma, 2011, ISBN 978-88-8402-734-4.
- I Dieci Errori di Napoleone. Sconfitte, cadute e illusioni dell'uomo che voleva cambiare la storia, Collezione Le Scie, Mondadori, Milano, 2012, ISBN 978-88-04-61930-7
- Invano veglia la sentinella, Prefazione di Padre Federico Lombardi, AdP, Roma, 2013, 9-788-873-57557-3.
- S. Valzania-Franco Cardini, La scintilla. Da Tripoli a Sarajevo: come l'Italia provocò la Prima Guerra Mondiale, Collezione Le Scie, Mondadori, Milano, 2014, ISBN 978-88-04-63648-9.
- Guglielmo II, I Protagonisti della Grande Guerra, Il Sole 24 Ore, Milano, 2014, ISBN 977-18-263-8091-1.
- Andare per le Cattedrali di Puglia, Il Mulino, Bologna, 2015, ISBN 978-88-15-25419-1.
- Cento giorni da imperatore. L'ultima vittoria di Napoleone, Collezione Le Scie, Mondadori, Milano, 2015, ISBN 978-88-04-65074-4.
- L'arte del comando. Alessandro Magno, Giulio Cesare e Napoleone, Newton Compton, Roma, 2015, ISBN 978-88-541-8203-5.
- Guerra sotto il mare. Il fronte subacqueo nella guerra fredda. 1945-1991, Collezione Le Scie, Mondadori, Milano, 2016, ISBN 978-88-04-67156-5
- S. Valzania-Franco Cardini, Dunkerque. 26 maggio-4 giugno 1940: storia dell'Operazione Dynamo, Collezione Le Scie, Milano, Mondadori, 2017, ISBN 978-88-04-68181-6.
- Le 20 battaglie che hanno cambiato il mondo, Milano, Mondadori, 2017, ISBN 978-88-046-7993-6.
- La sconfitta di Farsalo. Pompeo e Cesare: la fine della Repubblica, Collana Mosaici n.5, Roma, Salerno, 2018, ISBN 978-88-6973-291-1.
- S. Valzania-Franco Cardini, La pace mancata. La Conferenza di Parigi e le sue conseguenze, Collezione Le Scie. Nuova serie, Milano, Mondadori, 2018, ISBN 978-88-047-0612-0.
- I venti personaggi che hanno fatto l'Italia, Milano, Rizzoli, 2019, ISBN 978-88-171-0955-0.
- La guerra del Pacifico. Storie di uomini e portaerei nella Seconda guerra mondiale 1941-1945, Collezione Le Scie. Nuova serie, Milano, Mondadori, 2020, ISBN 978-88-047-2469-8.
- Il cielo come una tenda, Prefazione di Andrea Monda, Bologna, EDB, 2020, ISBN 978-88-1056920-7.
- Napoleone e la Guardia imperiale. La storia delle truppe che permisero al generale di costruire un impero, Collezione Le Scie, Milano, Mondadori, 2021, ISBN 978-88-04-738862.
- Mai lasciare lo zaino vecchio per quello nuovo. E altre spassose storie in cammino, Collana Ciclostile, Edicicloeditore, Portogruaro, 2022, ISBN 978-88-6549-403-5.
- Le vie delle Monete, Collana Ritrovare l'Europa, Bologna, Il Mulino, 2023, ISBN 978-88-15-38293-1.
- Le guerre dell'oppio. Il primo scontro tra Occidente e Cina 1839-1842, 1856-1860, Collezione Le Scie, Milano, Mondadori, 2023, ISBN 978-88-047-5664-4.
- La via Francicena. In viaggio verso la Città Eterna, Touring Club Italiano, Milano, 2025, ISBN 978-88-365-8304-1. Con Fabrizio Ardito.
- Perché camminare?, Collana Ciclostile, Edicicloeditore, Portogruaro, 2025, ISBN 978-88-6549-920-7.

### Narrativa
- Il mondo rubato, supplemento di Urania n.1358, Mondadori, Milano, 1999.
- La macchina magica, supplemento di Urania n.1394, Urania, Mondadori, Milano, 2000.
- Le armi dei maghi, Urania, Mondadori, Milano, 2001.
- La Bolla d'oro, Collana La memoria n.906, Sellerio, Palermo, 2012, ISBN 978-88-389-2708-9.
- Scritti paracarristi, in Almanacco Sellerio 2014-2015, Sellerio, Palermo 2014, ISBN 978-88-389-3264-9.
- La roccia nel deserto, in La memoria di Elvira, Sellerio, Palermo 2015, iSBN 978-88-389-3343-1.
- Assassinio sul cammino di Santiago, Portogruaro, Ediciclo, 2017, ISBN 978-88-6549-249-9.

### Curatele
- Herbert George Wells, Piccole guerre, Sellerio, Palermo, 1990, ISBN 978-88-389-0602-2.
- Tucidide, Settantadue giorni a Sfacteria, Sellerio, Palermo, 1993, ISBN 978-88-389-0909-2.
- Jean-Jacques Barthélemy, L'esercito di Sparta, Sellerio, Palermo, 1996, ISBN 978-88-389-1241-2.
- Herbert George Wells, Giochi da pavimento, Sellerio, Palermo, 2000, ISBN 978-88-389-1618-2.
- Louis Alexandre Andrault de Langéron, La battaglia di Austerlitz, Sellerio, Palermo, 2005, ISBN 978-88-389-2079-0.
- Walter Scott-Victor Hugo, Waterloo, Palermo, Sellerio, 2015, ISBN 978-88-389-3354-7.
- 101 Storie dei Padri del Deserto, Lucca, Edizioni La Vela, 2024, ISBN 979-12-80920-48-5.
- Franco Cardini. I confini della storia. Intervista di Sergio Valzania, Laterza, Roma-Bari, 2025, ISBN 9 788858 155486.